# Националсоциалистически окултизъм
Националсоциалистическият окултизъм представя редица теории, спекулации и изследвания за произхода на националсоциализма и възможната му връзка с различни окултни традиции.
Такива идеи са част от популярната култура поне от началото на 1940-те години и придобиват обновена популярност от 1960-те години. Има документални филми и книги по темата, сред които най-значими са „Сутринта на магьосниците“ (1960) и „Острието на съдбата“ (1972). Националсоциализмът и окултизмът също са включени в многобройни филми, романи, комикси и други фикции. Може би най-изявеният пример е филмът „Похитителите на изчезналия кивот“ (1981).
Историкът Николас Гудрик-Кларк анализира темата „Окултните корени на нацизма“, в която той твърди, че всъщност има връзки между някои идеали на аризофията и нацистката идеология. Той също така анализира проблемите на многобройните популярни книги „окултна историография“, написани по темата. Той се стреми да отдели емпиризма и социологията от „съвременната митология на нацисткия окултизъм“, която съществува в много книги, които „представляват нацисткото явление като продукт на тайнственото и демонично влияние“. Той смята, че повечето от тях са „сензационни и недостатъчно проучени“.

## Позиции на учените
Въпросът за връзката между окултизма и нацизма вълнува учените, но техните позиции са изключително разнообразни. Така че, богослов Николас Гудрик-Кларк смята, че ариософия окултните учения са имали пряко въздействие върху учението на националсоциализма през „апокалиптична фантазия“, която завършва с обещанието за Велик германски райх. От друга страна, историка Еди Трейтел установява, че между нацистите и окултизма има тясна връзка, връзката им се характеризира с „нарастващата враждебност“.
Ерик Курландър вярва, че истината е някъде по средата: без съмнение, окултистите са изиграли важна роля в ранните етапи на НСДАП, „но е също толкова очевидно“, че лидерите ѝ впоследствие активно ги преследват. В „Моята борба“, Хитлер открито атакува окултистите Наухаус и Зеботендорф, като ги нарича „скитащи германски учени-расисти... възхищаващи се на тъмната доисторическа ера“.

## Обществото на Туле и НСДАП
Обществото Туле се занимава с мистичните аспекти на произхода на германците. Според Зеботендорф, през 1933 г., „към Туле Хитлер се присъединява в самото начало, а после негови членове първи се присъединяват към политическата му партия“.
Детайлите за членството на водещите нацисти в обществото Туле са предмет на спор между историците; позициите се различават от твърденията, че почти всеки бъдещ лидер на НСДАП е бил в обществото, до мнението, че само няколко от тях са ходили на срещи, а след това като гости. Научен консенсус няма, че както Зеботендорф, Рудолф Хес, Ханс Франк, Алфред Розенберг, Дитрих Екарт и Карл Харер са били членове на обществото, или често участвали в заседанията като гости.
Обществото, според Зеботендорф, се обявява за аполитично. Курландър вярва, тази тактика е направена с цел да се избегне гнева на властите. Най-забележителната от конспирациите е опитът да се събори правителството на Баварската съветска република през април 1919 г., което Наухаус с шест други членове са застреляни.
Разколът през 1920 г. между нацистите и обществото на Туле е причинено от няколко причини: Зеботендорф и окултистите предпочитат обществото на богатата средна класа. През 1918 г. Харер основава „работния кръг“, заедно с Германската работническа партия Готфрид Фед и Дитрих Екарт. Неудовлетворението на Хитлер от слабата организация, липсата на политически умения и елитизма на обществото; подкрепа от членовете на обществото на конкуриращи се националистически организации, включително Германската социалистическа партия.
Разделението се случва през юли 1920 г., когато Хитлер иска и получава вестник „Фьолкишер Беобахтер“ (първоначално закупен за Зеботендорф). До края на годината Зеботендорф трябва да напусне и вестникът е изкупен от нацистката партия.
Въпреки тази празнина, Туле играе важна роля при формирането на нацистите: почти всички ранни другари на Хитлер са свързани с това общество. Работническата партия в Германия „и неговия вестник, първоначално доминиран от хора с активен интерес към окултизма“.